# Şuduq
Şuduq (ryska: Шудух) är en ort i Azerbajdzjan.   Den ligger i distriktet Quba Rayonu, i den nordöstra delen av landet, 150 km nordväst om huvudstaden Baku. Şuduq ligger 885 meter över havet och antalet invånare är 428.
Terrängen runt Şuduq är kuperad åt nordost, men åt sydväst är den bergig. Närmaste större samhälle är Quba, 12,1 km norr om Şuduq. 
Omgivningarna runt Şuduq är en mosaik av jordbruksmark och naturlig växtlighet. Runt Şuduq är det ganska glesbefolkat, med 48 invånare per kvadratkilometer.